# Oriini Kaipara
Oriini Kaipara   (Whakatane, 1983) és una periodista i presentadora de televisió maori. El 2019 va ser la primera dona maori que va presentar notícies de televisió amb marques facials tradicionals (moko kauae tā moko), i el 2021 es va convertir en la primera dona maori en fer-ho conduint l'edició del telenotícies més important del país. Com a presentadora pronuncia correctament paraules i noms de llocs en la llengua indígena.
Descendent dels iwi Tūhoe, Ngāti Awa, Tūwharetoa i Ngāti Rangitihi, va créixer plenament immersa en les tradicions te reo i maori, assistint a escoles d'idiomes maoris fins a la seva adolescència. Es va formar en la South Seas Film and Television School el 2002. Ha treballat per a TVNZ 1, Māori Television i Mai FM. El 2008, va guanyar el premi al millor presentador de televisió femení en els premis Māori Mitjana. El 2017, una prova d'ADN va demostrar que és 100% maori. El 2018, va guanyar el premi Voyager a la millor periodista en afers Maori pel seu treball en Assumptes Indígenes per la Televisió Māori. El 2019 es va fer el dibuix moko kauae. El maig de 2021 va començar a presentar notícies en el programa Newshub Live.